# Демонско језгро
Демонско језгро је била сфера начињена од плутонијума субкритичне масе, тешка 6,2 килограма и 89 милиметара у пречнику, која је на кратко достигла критичну масу приликом две одвојене незгоде у Лабораторији Лос Аламос током 1945. и 1946. године. Оба инцидента су довела до акутног тровања радијацијом и смрти научника. Након ових инцидената, научници из лабораторије су ову плутонијумску куглу назвали „демонским језгром“.
Демонско језгро је коришћено у првом тестирању атомске бомбе након Другог светског рата, свега пет недеља након другог смртоносног инцидента. Током теста се понашало очекивано, и довело је до експлозије једнаке силине као и следеће језгро коришћено у том скупу који је сачињавао два теста.

## Производња и рана историја
Треће језгро, налик другом језгру баченом на Нагасаки, се састојало од три дела: две хемисфере и прстен, начињен да задржи ток неутрона да не избија у млазу из спојене површине између хемисфера током имплозије (језгро „Справица“ коришћено током Тринити теста код Аламогорда у јулу није имало овакав прстен). Рафинирани плутонијум је послат из комплекса Ханфорд сајт у Вашингтону у Лос Аламос; инвентарски документ датиран на 30. август показује да је Лос Аламос потрошио „HS-1, 2, 3, 4; R-1“ (компоненте за Справицу и Дебељка) а да је и даље имао у поседу „HS-5, 6; R-2“, припремљене и у рукама контроле квалитета. Материјал за „HS-7, R-3“ је био у металуршком одељењу Лос Аламоса где је вруће пресован и оптакан никлом, и такође би био спреман до 5. септембра (није јасно да ли би до овог датума био спреман и непоменути „HS-8“ за производњу четвртог језгра). 10. августа, генерал Лесли Гровс је писао генералу Џорџу Маршалу, начелнику генералштаба::
Следећа бомба имплозионог типа је била планирана да буде спремна за слање на мету првог дана са добрим временским приликама након 24. августа 1945. Уштедели смо 4 дана у производњи и очекујемо слање финалних компоненти из Новог Мексика 12. или 13. августа. Уколико не буде непредвиђених потешкоћа у производњи, транспорту на бојиште или након пристизања на бојиште, бомба би требало да буде спремна за дејствовање првог дана са погодним временом након 17. или 18. августа.
Маршал је дописао напомену: „Не сме да буде бачена на Јапан без изричитог овлашћења од стране Председника“, јер је председник Хари Труман користио свој ексклузиван ауторитет да нареди дејствовање, и чекао је да види резултате бацања прве две бомбе. 13. августа је одређен распоред за трећу бомбу: "[У] четвртак [16. августа] [трећа бомба] биће спремна; 19. ће бити бачена." Јапан се предао 15. августа 1945. Вести о завршетку рата су треће језгро затекле у припремана за превоз у ваздухопловну базу Киртланд, тако да је остало у Лос Аламосу.

## Први инцидент
Дана 21. августа 1945, плутонијумско језгро је произвело налет неутронске радијације који је довео до смрти Харија Даглијана. Физичар Даглијан је направио грешку док је сам вршио експерименте са неутронским рефлектором и језгром. Језгро је стављено унутар наслаганих цигала од волфрам карбида који се понаша као рефлектор неутрона, и додавање сваке цигле је приближавало језгро критичној маси. Покушавајући да постави још једну циглу око језгра, Даглијан ју је случајно испустио на језгро, које је стога постало критично. Упркос томе што је брзо клонио циглу, Даглијан је примио смртоносну дозу радијације. Умро је 25 дана касније од акутног тровања радијацијом.
| Име                     | Порекло               | Старост у тренутку инцидента | Занимање                                        | Доза                                     | Последице                                                                         | Референца |
| ----------------------- | --------------------- | ---------------------------- | ----------------------------------------------- | ---------------------------------------- | --------------------------------------------------------------------------------- | --------- |
| Хари К. Даглијан, млађи | Њу Лондон, Конектикат | 24                           | физичар                                         | 2,0 неутронског зрачења 1,1 гама зрачења | умро 25 дана након несреће од акутног радијационог синдрома, хематопоезички фокус | [ 7 ]     |
| редов Роберт Џ. Хемерли | Вајтхол, Охајо        | 29                           | стражар Специјалног инжењерског деташмана (СЕД) | 0,08 неутронског 0,001 гама              | умро 1978. (33 година након несреће) од акутне мијелоцитне леукемије са 62 године | [ 7 ]     |

## Други инцидент
Дана 21. маја 1946, физичар Луис Слотин и седморо других припадника особља су били у Лабораторији Лос Аламос спроводећи експеримент како би потврдили тачан тренутак у коме субкритична маса може да постане критична помоћу позиционирања неутронских рефлектора. Тест је назван „голицање змајевог репа“ због тога што је био екстремно ризичан. Подразумевао је да вршилац експеримента постави две полу-сфере берилијума (који одбија неутроне) око језгра и да ручно спусти горњу полу-сферу преко језгра. Како су рефлектори ручно померани ближе и даље један од другог, сцинтилациони бројачи су мерили релативну активност језгра. Ако би се рефлектори у потпуности преклопили то би могло да доведе до тренутног формирања критичне масе и смртоносног ослобађања енергије. По Слотиновом неодобреном протоколу, једино шта је спречавало да до овога дође је била глава стандардног равног шрафцигера, који је научник држао руком. Слотин је постао врло самоуверен па је овај експеримент спровео готово туце пута, често у фармеркама и каубојским чизмама, у соби пуној посматрача. Енрико Ферми је наводно рекао Слотину и осталима да ће бити „мртви за годину дана“ ако наставе да спроводе тај експеримент.
На дан несреће, Слотинов шрафцигер је исклизнуо напоље док је спуштао горњи рефлектор, што је допустило рефлектору да падне преко језгра. Истог тренутка је дошло до бљеска плаве светлости и Слотин је осетио талас топлоте на својој кожи; језгро је постало суперкритично и ослободило масивни налет неутронске радијације за који се процењује да је трајао око пола секунде. Слотин је брзо збацио горњи рефлектор на под. Грејање језгра и рефлектора је зауставило критичност неколико секунди након иницијације, али Слотинова реакција је спречила да до ње поново дође и на тај начин је зауставила несрећу. Слотиново тело се налазило изнад језгра, и заштитило је остале присутне од највећег дела неутронске радијације. Он је примио смртоносну дозу од 10 греја неутронског/1,14 греја гама зрачења за мање од једне секунде и умро је девет дана касније од акутног тровања радијацијом. Најближи Слотину је био Алвин К. Грејвс, који је посматрао преко Слотиновог рамена и стога био делимично заклоњен. Он је примио високу али несмртоносну дозу радијације. Грејвс је био у болници неколико недеља због тешког тровања радијацијом, развио развили су му се хронични неуролошки и проблеми са видом као последица излагања радијацији а умро је 20 година касније од срчаног удара. Овај срчани удар је могао бити изазван скривеним компликацијама услед излагања радијацији, али је такође могао бити и генетски изазван, пошто је и његов отац умро од истог узрока.
Особље у соби су чинили:
| Име                      | Порекло                     | Старост у тренутку несреће | Занимање | Доза                                     | Последице                                                                               |              |
| ------------------------ | --------------------------- | -------------------------- | -------- | ---------------------------------------- | --------------------------------------------------------------------------------------- | ------------ |
| Луис Слотин              | Винипег, Манитоба, Канада   | 35                         | физичар  | 10 неутронског зрачења 1,14 гама зрачења | умро 9 дана након несреће од акутног радијационог синдрома, гастроинтестинални фокус    | [ 8 ]        |
| Алвин К. Грејвс          | Остин, Тексас               | 34                         | физичар  | 1,66 неутронског 0,26 гама               | умро 1965. (19 година након несреће) од срчаног удара, током скијања                    | [ 5 ]        |
| Стенли Алан Клајн        | Чикаго, Илиноис             |                            | физичар  |                                          | умро 2001 (55 година након несреће); одбио да учествује у испитивањима                  | [ 5 ]        |
| Мерион Едвард Сијеслицки | Маунт Лебанон, Пенсилванија | 23                         | физичар  | 0,12 неутронског 0,04 гама               | умро од акутне мијелоцитне леукемије 1965. (19 година након несреће)                    | [ 5 ]        |
| Двајт Смит Јанг          | Чикаго, Илиноис             | 54                         | фотограф | 0,51 неутронског 0,11 гама               | умро од апластичне анемије и бактеријског ендокардитиса 1975. (29 година након несреће) | [ 5 ]        |
| Ример Едгар Шрајбер      | Макминивил, Орегон          | 36                         | физичар  | 0,09 неутронског 0,03 гама               | умро природном смрћу 1998. (52 године након несреће), стар 88                           | [ 5 ] [ 11 ] |
| Теодор Перлман           | Луизијана                   | 23                         | инжењер  | 0,07 неутронског 0,02 гама               | „жив и доброг здравља и расположења“ 1978. године                                       | [ 5 ]        |
| редов Патрик Џ. Клири    | Њујорк                      | 21                         | стражар  | 0,33 неутронског 0,09 гама               | погинуо у Корејском рату 1952.                                                          | [ 5 ]        |

Двојица машиниста који су били у другом делу зграде нису лечени: Пол Лонг и други, неидентификован
Након Слотинове несреће, ручни експерименти са критичном масом су прекинути и Шрајбер, један од преживелих, је дизајнирао машине на даљинску контролу како би се овакви експерименти изводили док је особље удаљено четврт миље.

## Употреба Демонског језгра
Демонско језгро је искоришћено у Ејбл (Able) тесту током операције Раскршћа (Crossroads) на атолу Бикини 1. јула 1946. Произвело је експлозију јачине 23 килотона ТНТ (96 TJ), исто као и језгро искоришћено у следећем тесту.